# 811 هـ
811 هـ هي سنة في التقويم الهجري امتدت مقابلةً في التقويم الميلادي بين سنتي 1408 و1409.

## مواليد
- عبد العزيز الوفائي

## وفيات
- أحمد اليغموري